# جيف نيكلسون (روائي)
جيف نيكلسون (بالإنجليزية: Geoff Nicholson)‏ (4 مارس 1953، شفيلد في المملكة المتحدة)؛ كاتب وروائي بريطاني.